# MOTRIO

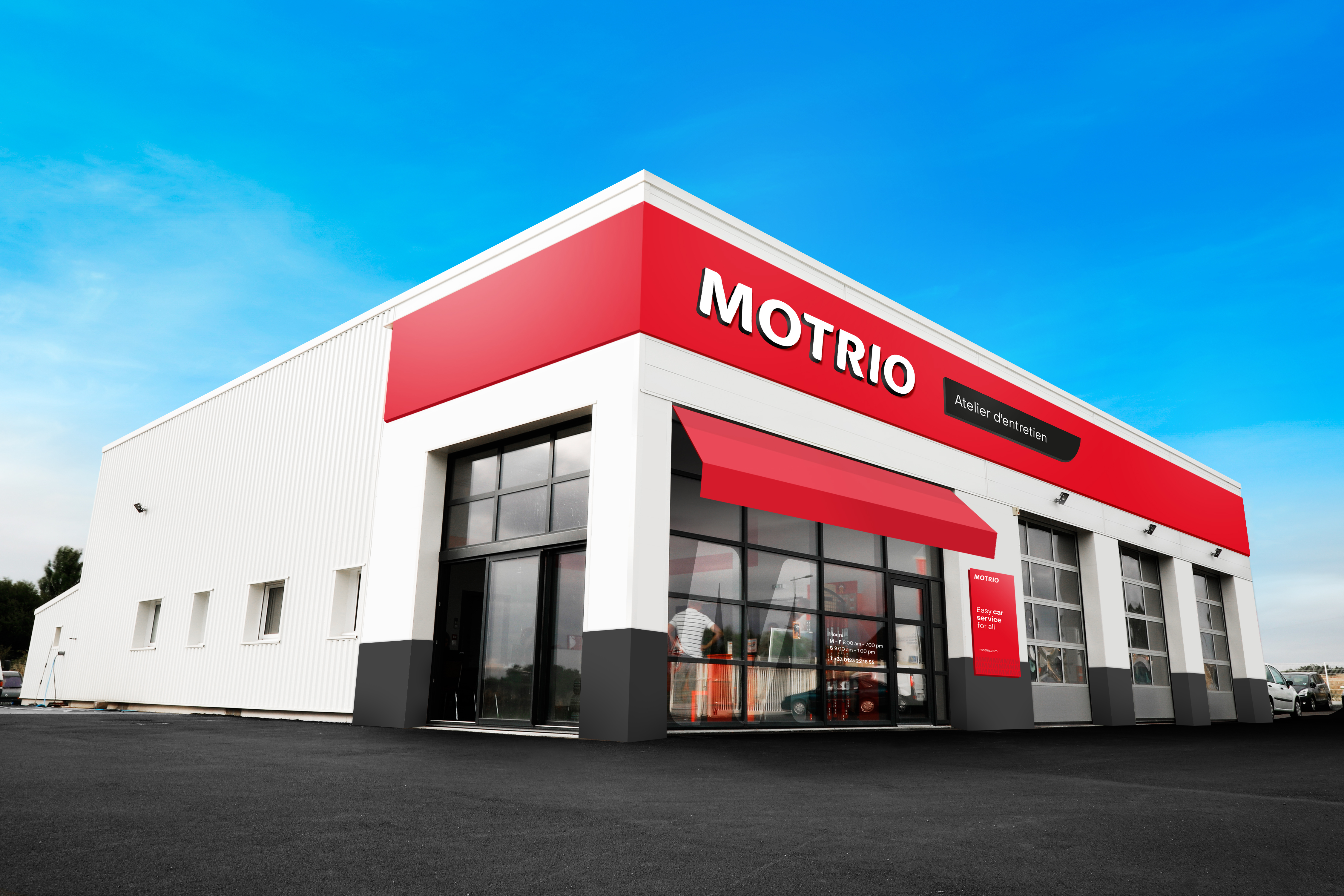
Garage MOTRIO

MOTRIO è un marchio di officine multimarca del Gruppo Renault, specializzato nell'assistenza tecnica e digitale per IAM (Independent Aftermarket).

## Storia
MOTRIO nasce nel 1998 per volontà del Gruppo Renault con l'iniziale obiettivo di proporre in Francia e in Italia servizi di manutenzione e assistenza, grazie ad una gamma di ricambi alternativi ai pezzi originali per i veicoli della Casa francese. Negli anni seguenti il marchio espande la propria presenza in Europa e resto del mondo, diventando anche una rete di riparazione per veicoli multimarca.
Nel corso della sua storia ha consolidato la propria posizione sul mercato espandendo la capillarità dei propri centri di assistenza e ampliando la propria gamma di prodotti. Dal 2021 è presente in 21 paesi con una propria rete formata da 2.500 officine multimarca distribuita in 3 continenti (Europa, Asia e Africa), ed è presente in 90 paesi con la distribuzione dei prodotti multimarca.
L'azienda è impegnata in un programma che ha come obiettivo il raggiungimento delle zero emissioni di Co2. Grazie all'adesione al progetto Treedom, arriva a compensare al 100% le emissioni di anidride carbonica prodotte dalla partecipazione alle fiere di settore.

## Loghi

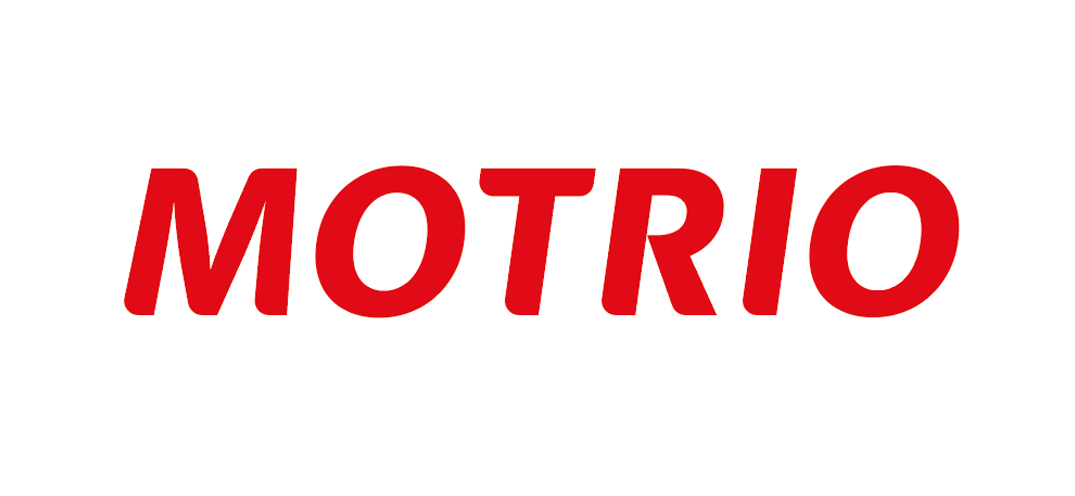
2022 - Attuale logo
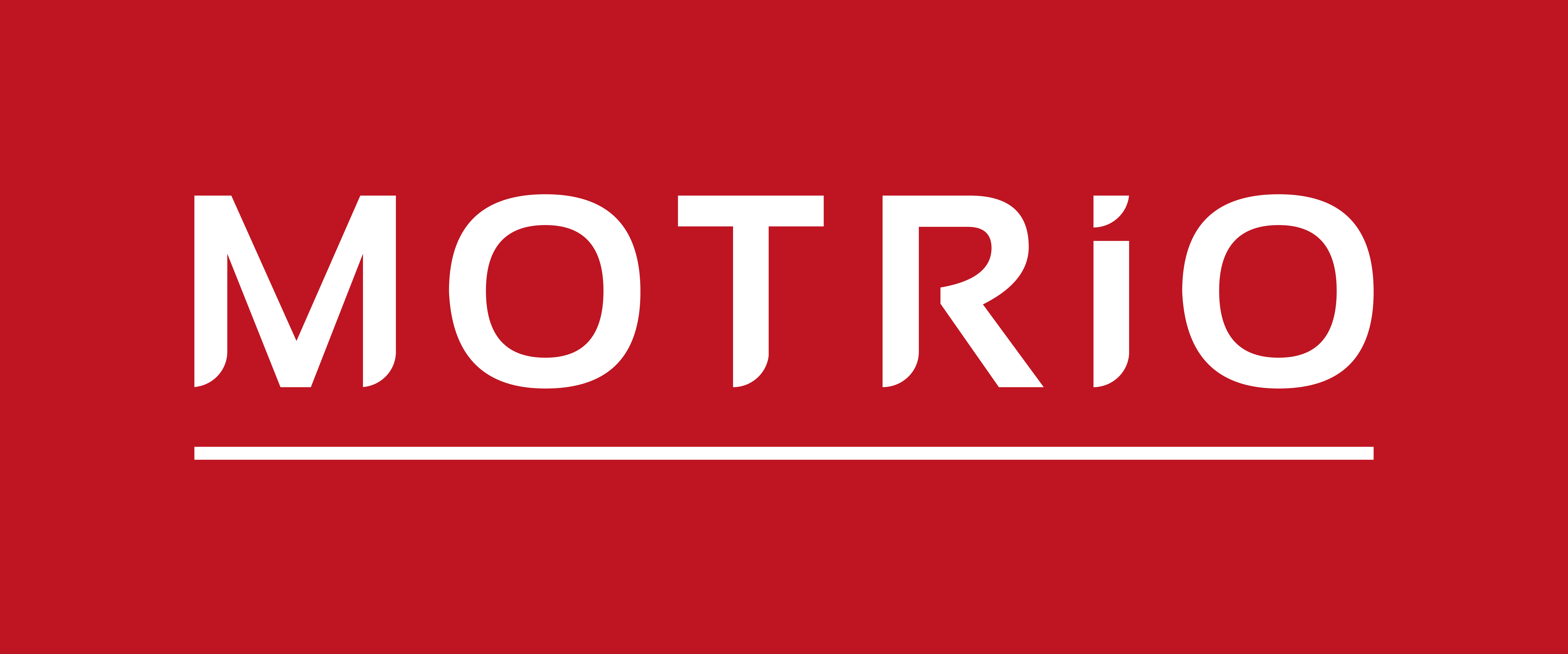
Dal 2017 al 2022
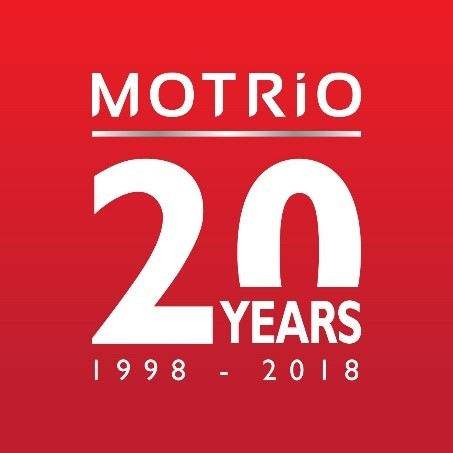
2018 – Logo celebrativo
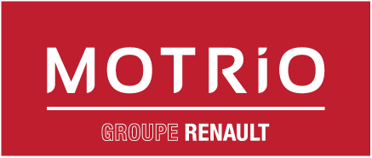
Dal 2003 al 2017
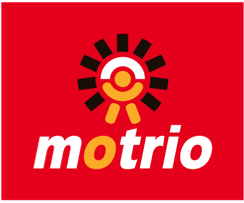
Dal 1998 al 2003

## Sport e sponsorship
Dal 2005 MOTRIO sponsorizza eventi sportivi, equipaggi automobilistici e piloti.
- 2022 - Sponsor Copa de España Fútbol Sala
- 2022 (2021 – 2022) - MOTRIO - Safir-Ganova – Cyclocross Team
- 2022 (2015 -2022) - Sponsorizzazione dell'equipaggio del Trofeo 4L
- 2022 - Sponsor Tour de l'Avenir[5]
- 2022 - Trofeo Dacia Duster MOTRIO Cup
- 2018 - Rally delle Azzorre: sponsorizzazione del pilota Gil Antunes
- 2018 - MOTRIO Ireland Trade Fair
- 2018 - Motor Show Portugal
- 2018 - Russia MOTRIO show
- 2017 - XXXV Rally Due Valli
- 2016 - Liga Nacional de Fútbol Sala [6]
- 2016 - Brands Cup: sponsorizzazione del pilota Gabriel Casagrande
- 2014 - Sponsor Lega Calcio Spagnola
- 2007 - Giro di Francia
- 2005 - Giro di Francia

## Premi
Negli anni MOTRIO si aggiudica a più riprese il premio di Allogarage “Meilleurs Garages de France”, riconoscimento che stabilisce la classifica dei migliori centri di riparazione in Francia, confermandosi così la rete di assistenza auto che più soddisfa i clienti francesi. In occasione di Autopromotec 2022, Renault Italia e la sua rete si aggiudicano il Trofeo dell'Eccellenza GIPA nella categoria "Soddisfazione Rete OES" per le marche generaliste.